# Edward Lawry Norton
Edward Lawry Norton (* 28. Juli 1898 in Rockland, Maine, USA; † 28. Januar 1983 in Chatham, New Jersey, USA) war ein US-amerikanischer Elektronikingenieur. Er ist der Namensgeber des Norton-Theorems.

## Lebenslauf und Werke
Norton diente zwischen 1917 und 1919 als Radiooperator in der United States Navy. Er studierte bis 1922 an der University of Maine, sowie am Massachusetts Institute of Technology. 1922 begann er bei der Western Electric Corporation in New York City. In 1925 erwarb er sein Diplom von der Columbia University. In 1925 wechselte er zu Bell Labs. Norton zog sich 1961 zurück.
1926 beschrieb Edward Lawry Norton in einem internen Bericht der Bell Labs die Umwandlung von Ersatzspannungsquellen (Thévenin-Äquivalent) nach Ersatzstromquellen (Norton-Äquivalent). Diese Umwandlung wurde ebenfalls im November 1926 durch Hans Ferdinand Mayer, einem deutschen Mathematiker und Physiker, entdeckt und in einem Artikel in der Zeitschrift Telegraphen- und Fernsprech-Technik veröffentlicht. Diese Umwandlung ist heute unter dem Namen Norton-Theorem bekannt.
Norton veröffentlichte weiterhin drei technische Artikel und hält 18 Patente. Keiner seiner Patente oder Artikel erwähnen das Ersatzschaltbild, das mit ihm verbunden ist.